# Villa Rustica (Weiler bei Bingen)

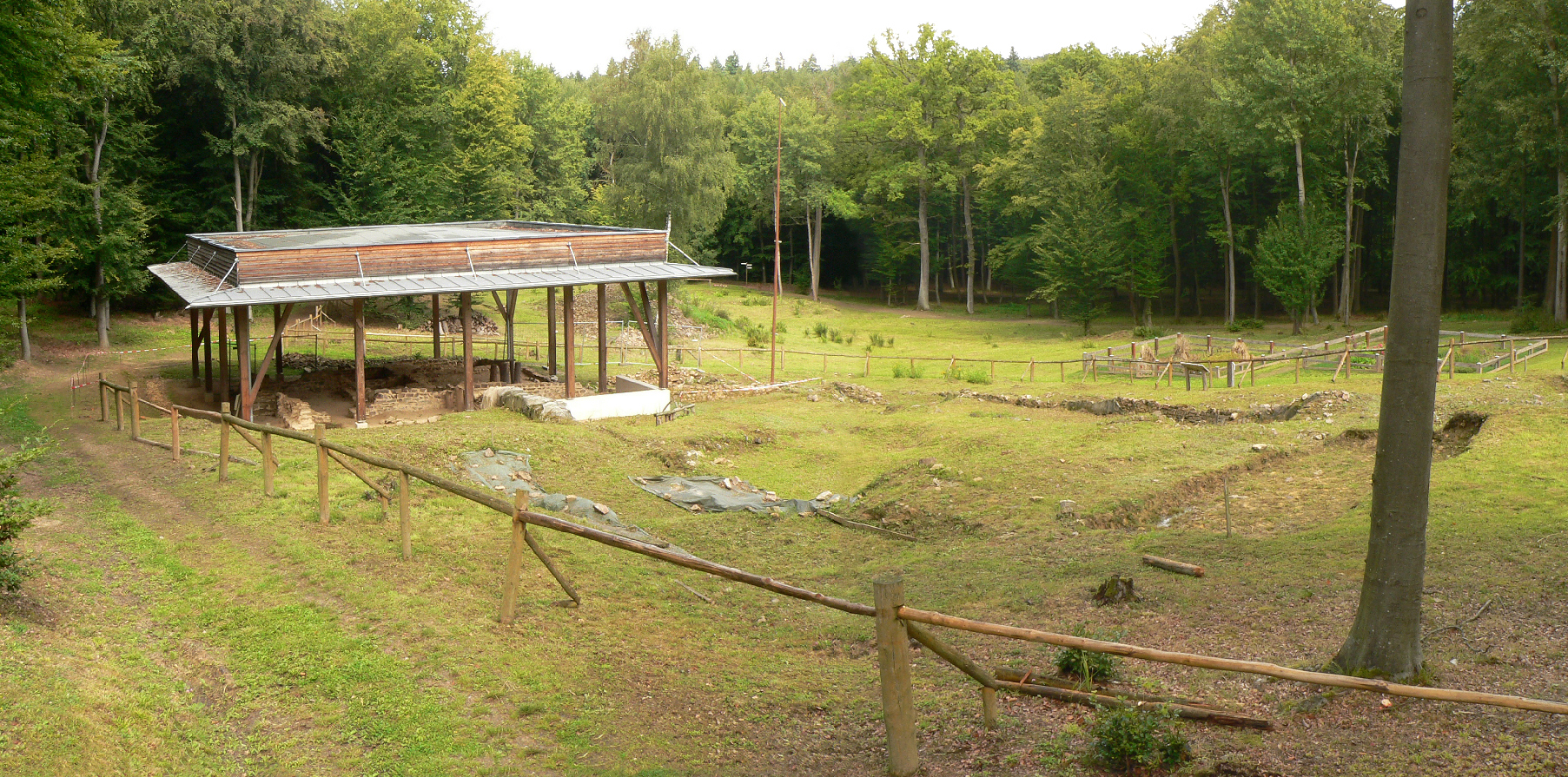
Grabungsgelände mit Teilen des freigelegten Herrenhauses unter modernem Schutzbau

Die Villa rustica im Gebiet der rheinland-pfälzischen Ortsgemeinde Weiler bei Bingen ist ein ehemaliger römischer Gutshof. Sie liegt im Binger Wald unweit von Waldalgesheim und ist nach kurzem Fußweg ab dem Parkplatz „Bodmannstein“ erreichbar.
Seit 2002 ist die Villa rustica Teil des UNESCO-Welterbes Oberes Mittelrheintal.

## Die Grabung
Während einer Grabungskampagne von 1999 bis 2004 wurde das Gelände untersucht und die Grundmauern des Herrenhauses, eines Portikushauses mit Eckrisaliten, freigelegt. Das Herrenhaus war mit seiner Ansichtsfront dabei Richtung Osten zum Rheintal ausgerichtet. Es ergab sich eine ummauerte Grundfläche von 3,3 Hektar, auf der mindestens acht Nebengebäude festgestellt wurden. Nach Anlage einer Drainage 2005 erfolgte die Sicherung und Begehbarmachung des Herrenhauses. Es ist geplant, Teilrekonstruktionen (zum Beispiel der Badeanlage) zu erstellen, sowie weitere Grabungen an den Nebengebäuden durchzuführen, die Einblick in die Arbeit der Archäologen bieten.

## Geschichte

Rekonstruktion der Front mit Treppe, Säulengang und Risaliten

Die sich in den Waldgemarkungen Sulg und Altes Kloster befindende Anlage wurde im ausgehenden Mittelalter als niedergegangenes altes Kloster vermutet. Erst Ausgrabungen konnten ihre römische Grundlage nachweisen.
Interessant ist der Gutshof, weil hier im Gegensatz zu ergrabenen Tempeln, Prachtvillen oder Kastellen das alltägliche Leben untersucht wurde. Ähnliche Villae rusticae gab es entlang der Römerstraßen alle zwei bis drei Kilometer. In diesen Gutshöfen lebten etwa 70–80 Prozent der damaligen Bevölkerung. Eine weitere Anlage dieser Art war die Villa Rustica Kempten, die etwa sieben Kilometer östlich lag.
Genutzt wurde die Villa rustica in den Jahren von 200 bis 400. Etwa 10 bis 20 Menschen lebten und arbeiteten hier. Sie entstand auf einer Rodungsinsel im Wald und diente mit anderen Höfen der Versorgung mit Lebensmitteln, wohl auch der Bewirtung von Reisenden, die auf der nahebei liegenden Römerstraße passierten. Über den akkurat ausgeführten Bruchsteinmauern des Herrenhauses und aufgesetzten Fachwerkwänden erhoben sich mehrere aneinandergereihte Gebäude, die einen Innenhof umschlossen. Die steileren Dächer waren mit Schiefer, die flacheren mit Ziegeln gedeckt. Alle Wände waren verputzt und teilweise farbig bemalt. Über eine Treppe und einen Säulengang betrat man das Gebäude. Flankiert wurde dieser Gang von zwei Türmen (sogenannten Risaliten), die eventuell mehrere Stockwerke hatten. Mehrere Räume konnten durch die Grabung in ihrer Funktion identifiziert werden. So eine Badeanlage mit Kalt- und Warmbad sowie daneben liegender Abortanlage mit Wasserzufuhr, ein Vorratsraum mit Amphoren für Wein, Olivenöl und Fischsauce, ein Dörrofen und ein Schmiedeofen.

## Denkmalschutz

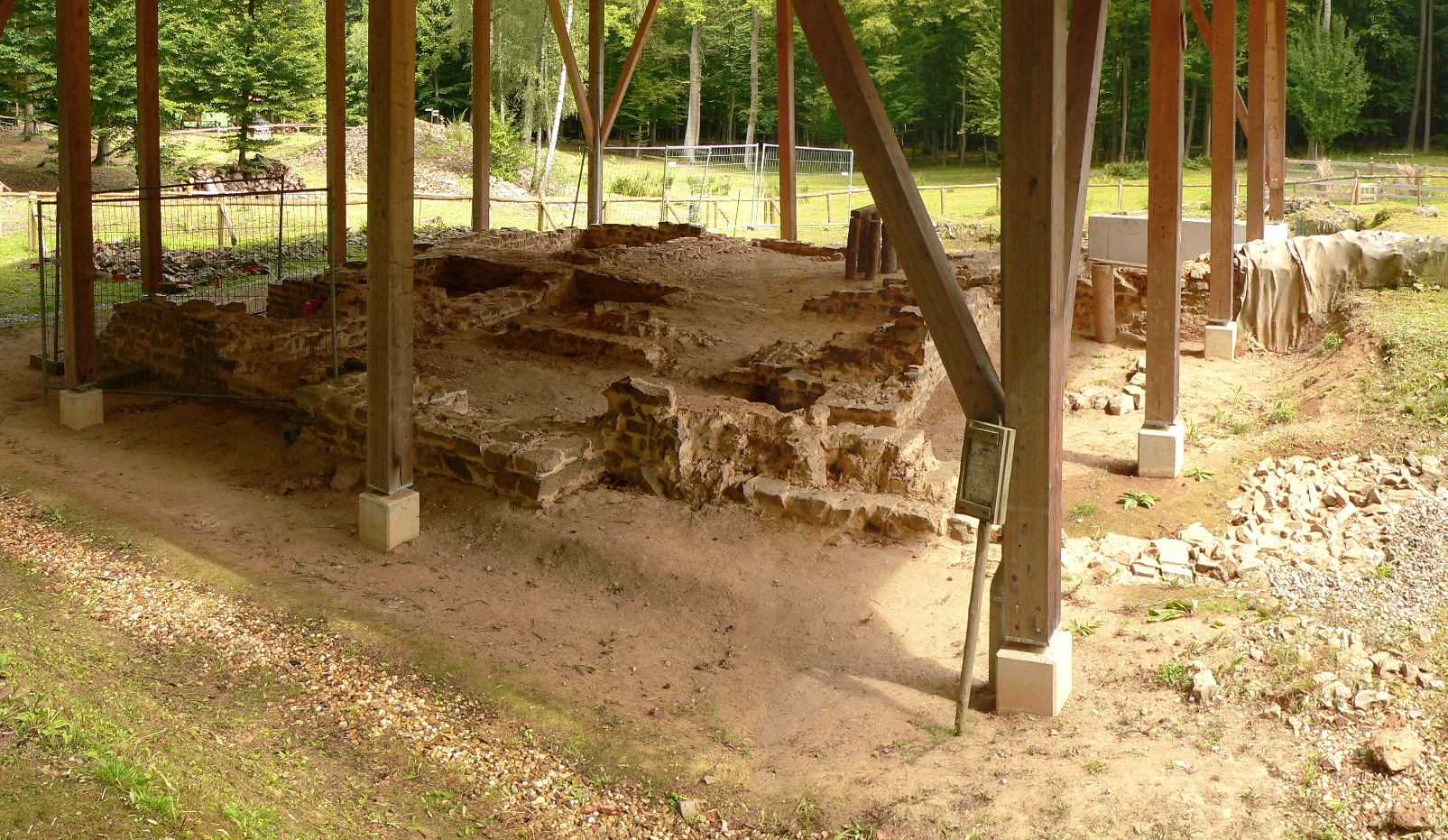
Teile der ausgegrabenen Reste des Herrenhauses unter einer Schutzüberdachung

Das Bodendenkmal „Villa Rustica (Weiler bei Bingen)“ ist geschützt als eingetragenes Kulturdenkmal im Sinne des Denkmalschutz- und -pflegegesetzes (DSchG) des Landes Rheinland-Pfalz. Nachforschungen und gezieltes Sammeln von Funden sind genehmigungspflichtig, Zufallsfunde an die Denkmalbehörden zu melden.